# Ilia Corsaro
Ilia Corsaro (4 octobre 1897 - 23 mars 1977), est une religieuse catholique italienne, fondatrice des petites missionnaires eucharistiques, vouées aux œuvres catéchétiques, éducatives et charitables auprès de la jeunesse, des pauvres et des familles. La cause pour sa béatification a été entamée par l'Église catholique, qui lui a pour le moment décerné le titre de vénérable.

## Biographie
Ilia Corsaro est née le 4 octobre 1897 à Ercolano, dans la province de Naples. Elle est issue d'une famille aisée, et grandit dans un milieu anticlérical. À 17 ans, à la suite de la conversion de son frère, elle-même revint à la foi catholique. Dès lors, elle s'engage dans la vie de sa paroisse, elle fait notamment le catéchisme aux enfants et mène des œuvres de charité auprès des pauvres et des malades. Ilia se sent appelée à la vie missionnaire, et déjà dans son entourage elle fait preuve d'audace, et ramènera même ses parents à la pratique religieuse.
En 1918, elle rejoint l'École catholique, créée par Don Dolindo Ruotolo, prêtre charismatique du clergé napolitain, où elle mène des activités apostoliques. Pendant ce temps, elle mène une vie dépouillée et loin des mondanités, dans l'esprit de saint François d'Assise, et passe chaque jour de longues heures devant le Saint-Sacrement. Après plus de dix ans de lutte intérieure et de réflexion sur elle-même, elle se sent appelée à fonder une nouvelle famille religieuse, pour la diffusion de la dévotion eucharistique et pour mener des œuvres catéchétiques et charitables auprès des jeunes, des marginalisés, des pauvres et des familles. Le 3 novembre 1928, elle débute une vie en communauté avec quelques compagnes, d'où naîtra la Congrégation des Petites missionnaires eucharistiques.
Les débuts sont pauvres et difficiles mais au fil du temps, la communauté attire des vocations. Ce n'est qu'en 1954 que la congrégation est reconnue de droit diocésain. Bientôt, de nouvelles maisons sont ouvertes en Campanie, en Calabre et aux États-Unis. Depuis la fondation de l'œuvre, Ilia dirige ses sœurs et organise le développement de la congrégation. Elle sera élue supérieure générale à chaque chapitre générale, et même en 1972 alors qu'Ilia, fatiguée et épuisée, demanda de ne pas être reconduite. Les dernières années de sa vie furent marquées par la maladie, mais elle continua de recevoir de nombreuses religieuses, prêtres et laïcs auprès d'elle, qui venaient chercher des conseils. Elle mourut le 23 mai 1977 pendant la célébration de la messe. Après avoir reçu la communion, elle fut prise d'un malaise et mourut quelques minutes plus tard dans sa chambre, où elle fut transportée.

## Béatification
La cause pour la béatification et la canonisation d'Ilia Corsero débute le 31 octobre 1997 à Pouzzoles. L'enquête diocésaine se clôture le 13 mars 2000 puis est envoyée à Rome, afin d'y être étudiée par la Congrégation pour les causes des saints.
Le 26 avril 2016, le pape François a reconnu que Mère Ilia Corsaro avait vécu les vertus chrétiennes à un degré héroïque, lui décernant ainsi le titre de vénérable.